# Landeskommando Brandenburg
Das Landeskommando Brandenburg (LKdo BB) ist seit 2007 die oberste territoriale Kommandobehörde der Bundeswehr im Land Brandenburg. Das Landeskommando ist dem Operativen Führungskommando der Bundeswehr in Berlin unterstellt und erster Ansprechpartner der Brandenburgischen Landesregierung im Rahmen der Zivil-militärischen Zusammenarbeit. Bis Januar 2013 war es dem Wehrbereichskommando III, von Februar 2013 bis September 2022 dem Kommando Territoriale Aufgaben der Bundeswehr und von Oktober 2022 bis März 2025 dem Territorialen Führungskommando der Bundeswehr unterstellt.
Das Kommando mit Standort in der Havelland-Kaserne in Potsdam verfügt über alle Führungsgrundgebiete, welche auf Kreisebene Pendants haben. Die fachliche Ausbildung des Personals erfolgt weitgehend über das Kommando Zivil-Militärische Zusammenarbeit (KdoZMZBw), welches auch Personal abstellt.

## Auftrag
- Das Landeskommando führt analog zur politischen Gliederung die Kreisverbindungskommandos (KVK) der 14 Landkreise und der vier Kreisfreien Städte, welche ausschließlich mit Reservisten besetzt sind und dort ihre zivilen Gegenüber beraten. Dies dient der Planung, Vorbereitung und Koordination von Amts- und Katastrophenhilfe.
- Es fasst Unterstützungsanforderungen zusammen, bewertet diese und legt sie aufbereitet dem Operativen Führungskommando der Bundeswehr vor.
- Es bereitet die Aufnahme und den Einsatz der Bundeswehrkräfte in Abstimmung mit dem verantwortlichen zivilen Katastrophenschutzstab vor und koordiniert deren Einsatz nach den Vorgaben und Prioritäten der zivilen Seite und verfügt so über ein militärisches Lagebild der eingesetzten und noch verfügbaren Bundeswehrkräfte.
- Koordination von Host Nation Support, gemäß NATO-Truppenstatut im Land.
- Koordination der Presse-/Öffentlichkeitsarbeit der Bundeswehr der einzelnen Teilstreitkräfte (TSK) und Organisationsbereiche, sowie der Wehrverwaltungen und des Bereiches Rüstung im Land.
- Beratung der übenden Truppe in landesspezifischen Umweltschutzfragen.
- Fachliche Führung der Standortältesten.